# Crematogaster excisa
Crematogaster excisa är en myrart som beskrevs av Mayr 1895. Crematogaster excisa ingår i släktet Crematogaster och familjen myror.

## Underarter
Arten delas in i följande underarter:
- C. e. bomaella
- C. e. cavinota
- C. e. excisa
- C. e. lacustris